# Eduardo Gutiérrez Sáenz de Buruaga
Eduardo Gutiérrez Sáenz de Buruaga (n. Madrid, España, 24 de febrero de 1958) es un diplomático y abogado español. Pertenece al Partido Popular en materia internacional. Fue embajador de España ante la Santa Sede y embajador de España en Portugal. Está casado y tiene un hijo. 

## Biografía
Licenciado en Derecho. Ingresó en la carrera diplomática en el año 1985, siendo destinado en las representaciones diplomáticas españolas en Sudán, Uruguay y México hasta 1994. Entre 1995 y 1996 fue director de la Fundación Popular Iberoamericana del Partido Popular. Seguidamente fue director General de Política Exterior para Iberoamérica en el Ministerio de Asuntos Exteriores. Entre el 2000 y 2004 fue Embajador Observador Permanente de España ante la Organización de los Estados Americanos (OEA) en la ciudad de Washington D. C. y organismos Interamericanos de Cooperación. Durante estos años también ha sido vocal asesor de la Escuela Diplomática en Madrid y ha trabajado en la sede central del Partido Popular, junto al entonces coordinador de Presidencia y de relaciones internacionales del partido Jorge Moragas.
Posteriormente tras la aprobación en el Consejo de Ministros, fue nombrado desde el día 16 de mayo de 2012 por el presidente Mariano Rajoy y el ministro José Manuel García-Margallo como nuevo Embajador de España ante la Santa Sede tras entregarle las cartas credenciales al papa Benedicto XVI, siendo el cuarto y último embajador de España durante su pontificado, en sucesión de María Jesús Figa López-Palop que ha pasado a ser Embajadora en Finlandia.
También desde hace años, suele escribir numerosos artículos sobre actualidad internacional en los periódicos El País y ABC y en diferentes revistas especializadas en ese ámbito.